# Marcelo Azcárraga Palmero
Marcelo de Azcárraga Palmero (Manila, 4 de septiembre de 1832-Madrid, 30 de mayo de 1915) fue un militar y político español, presidente del Consejo de Ministros en tres ocasiones durante el reinado de Alfonso XIII.

## Primeros años
Nació el 4 de septiembre de 1832 en Manila (Filipinas), hijo del general José Azcárraga, natural de Vizcaya, y María Palmero.
Estudió derecho en la Universidad de Santo Tomás en Manila y a continuación entró en la Escuela de Náutica, donde obtuvo el primer premio en matemáticas. Fue enviado a España por su padre para asistir a la academia militar y en tres años obtuvo el grado de capitán.
A la edad de veintitrés años, fue galardonado con la Cruz de San Fernando. Fue enviado a varios destinos de Ultramar, incluyendo México, Cuba y Santo Domingo. Formó parte del cuerpo expedicionario comandado por Prim en México; participó en la campaña de Santo Domingo y retornó a España en 1866. Posteriormente, regresó a Cuba y se casó con una de las hijas de la adinerada familia Fesser, el propietario y fundador del Banco y Casa de Seguros Fesser.

## Etapa política

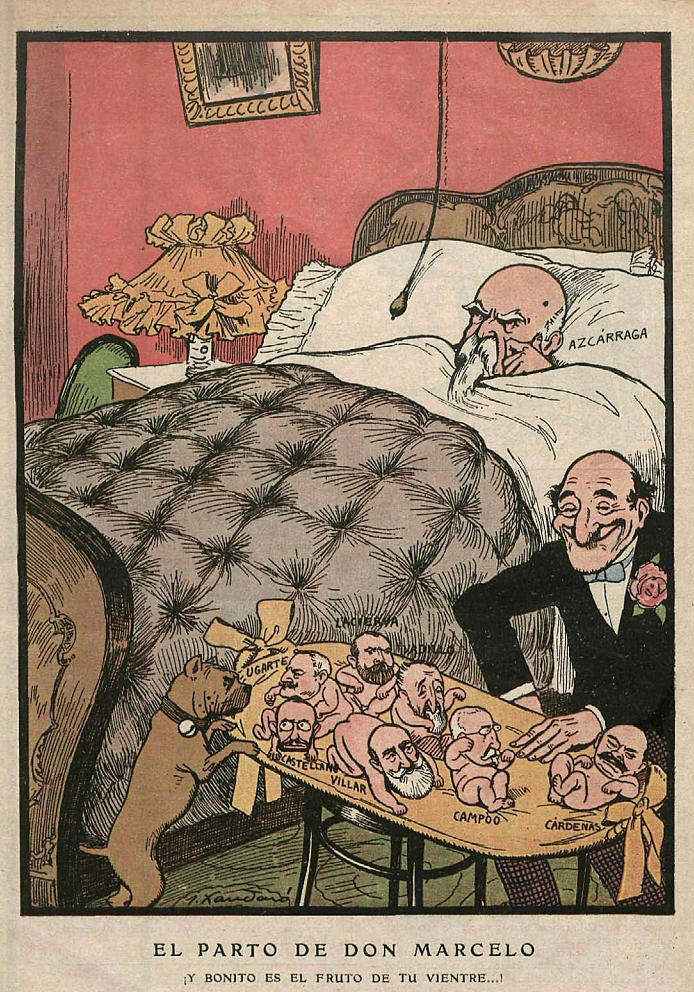
El parto de don Marcelo, por Joaquín Xaudaró (Gedeón, 1904).

Tras tomar parte en el derrocamiento de Espartero en 1856, fue destinado en servicio a Cuba, para pasar a representar a España en la embajada en México. En 1866 habiendo el Gobierno sofocado la revolución de Prim, fue ascendido a coronel por su leal comportamiento. Se adhirió en 1868 al movimiento que destronó a Isabel II, siendo ascendido a brigadier, siendo nombrado subsecretario de la guerra, cargo del que dimitió durante los primeros días de la República. Ferviente partidario de la Restauración borbónica, apoyó la proclamación de Alfonso XII como rey de España. Como miembro del Partido Conservador se mantuvo activo políticamente durante esa época, y administró el Ministerio de Guerra bajo los gobiernos de Cánovas del Castillo y Silvela.

## Etapas como presidente del gobierno
En 1868, tras el derrocamiento de Isabel II, regresó a España, apoyó la restauración de los Borbones, y se convirtió en teniente general en la coronación de Alfonso XII. Fue elegido al Senado de España como senador vitalicio y fue el ministro de la Guerra con Antonio Cánovas del Castillo, y tras su asesinato el 8 de agosto de 1897, se convirtió en el presidente provisional de España hasta el 4 de octubre de ese mismo año.
Azcárraga fue nombrado presidente del gobierno de España dos veces más en dos incidentes separados, aunque nunca estuvo mucho más de un año en el cargo y fue siempre considerado un presidente de transición.

## Últimos años

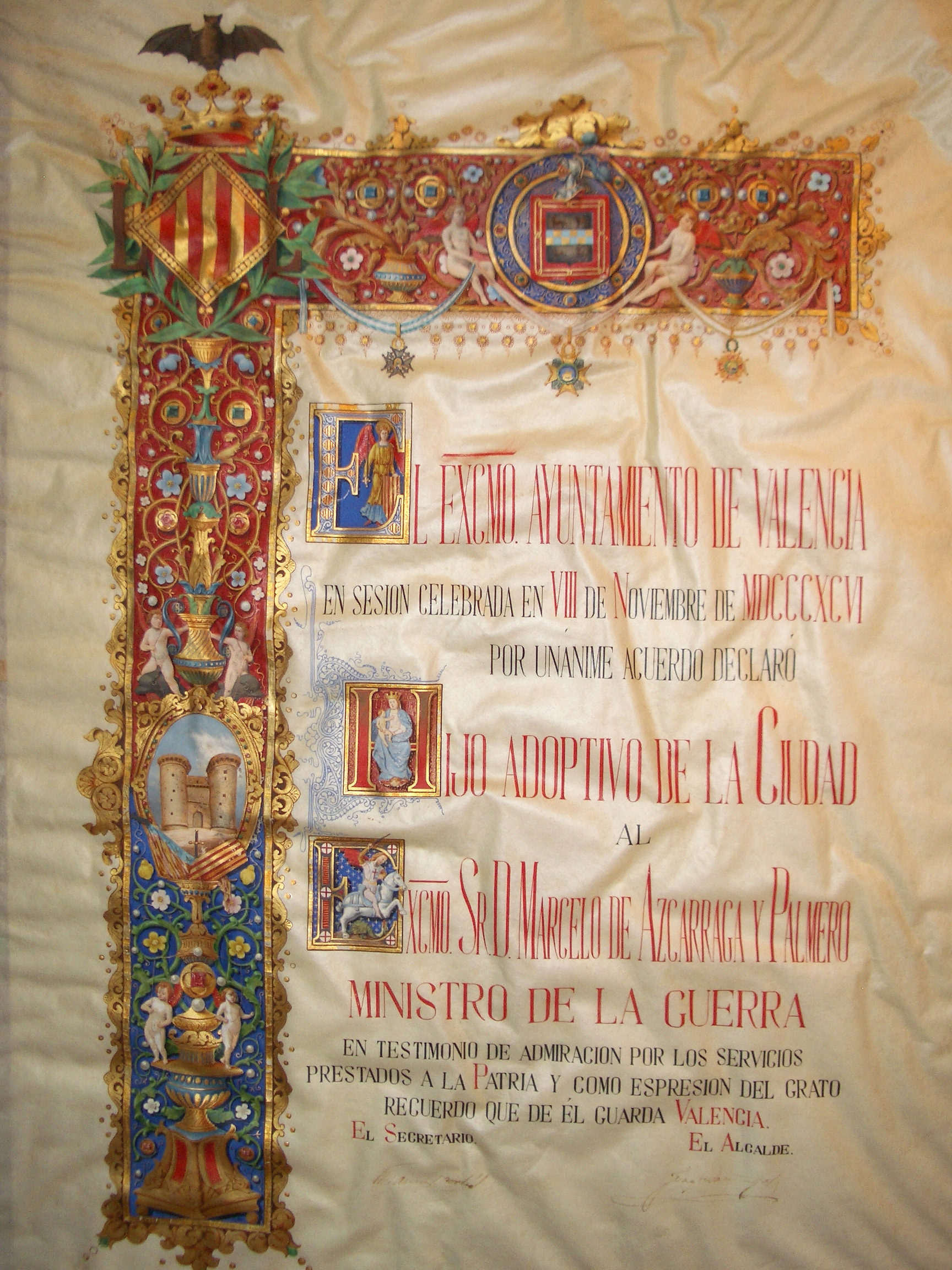
Foto del título de hijo adoptivo de la ciudad de Valencia de Marcelo de Azcárraga y Palmero.

Tras retirarse del Ejército en septiembre de 1904, a la edad de setenta y dos años, se le nombró caballero de la Orden del Toisón de Oro, por su defensa de la monarquía y por mantener a España en relativa paz. Anteriormente, ya había recibido la Cruz de San Fernando, lo cual le proporcionaba una pensión vitalicia. El 8 de noviembre de 1896 fue nombrado hijo adoptivo de la Ciudad de Valencia. Murió el 30 de mayo de 1915, a las 12:10 del mediodía, en Madrid; sería enterrado al día siguiente en la Sacramental de San Isidro.